# Чёрная (Староконстантиновский район)
Чёрная (укр. Чорна) — село в Староконстантиновском районе Хмельницкой области Украины.
Население по переписи 2001 года составляло 448 человек. Почтовый индекс — 31140. Телефонный код — 3854. Занимает площадь 2,062 км². Код КОАТУУ — 6824289401.

## Местный совет
31140, Хмельницкая обл., Староконстантиновский р-н, с. Чёрная, ул. Первомайская, 38